# Teaneck
Teaneck è un comune degli Stati Uniti d'America, nella contea di Bergen, nello Stato del New Jersey. Teaneck è un sobborgo dell'area metropolitana di New York.
Nel censimento del 2000 Teaneck, con 39 260 abitanti, risultava essere la seconda città più popolosa nella contea di Bergen. Nel 1965 Teaneck diventò la prima città a maggioranza bianca del New Jersey ad abolire la segregazione razziale scolastica, istituendo classi miste per studenti bianchi e afroamericani.

## Storia
L'esistenza di Teaneck viene ufficializzata il 19 febbraio 1895 con un atto dell'assemblea legislativa del New Jersey, dato che prima era parte delle città Englewood e Ridgefield. Il 3 marzo 1921 e il 1º giugno 1926 parte di quello che era a quel tempo territorio di Teaneck venne trasferito nel comune di Overpeck Township, poi sciolto ed assorbito da Ridgefield Park.

## Infrastrutture e trasporti
La zona costituisce un importante snodo autostradale tra la interstatale I-80 (che la collega agli stati centrali degli Stati Uniti fino a San Francisco) e la I-95 (che collega Boston, New York, Washington e Filadelfia con gli stati atlantici del sud arrivando fino alla città di Miami (Florida).